# Плохой день в Блэк-Роке
«Плохой день в Блэк-Роке» (англ. Bad Day at Black Rock) — кинофильм режиссёра Джона Стёрджеса, вышедший на экраны в 1955 году. Экранизация рассказа Говарда Бреслина «Плохой день в Хондо».

## Сюжет
1945 год. Ветеран войны Джон Макриди сходит с поезда в маленьком городке Блэк-Рок, затерянном где-то на просторах дальнего запада США. Он ищет некоего человека по имени Камоко. Обитатели городка, руководимые владельцем бара мистером Смитом, встречают чужака крайне настороженно: его не хотят селить в гостиницу, отказывают дать машину напрокат. Макриди понимает, что жители города скрывают какую-то неприятную тайну и не намерены делиться ею с пришельцем…

## В ролях
- Спенсер Трейси — Джон Дж. Макриди
- Роберт Райан — Рино Смит
- Энн Фрэнсис — Лиз Уирт
- Дин Джаггер — шериф Тим Хорн
- Уолтер Бреннан — док Вили
- Джон Эриксон — Пит Уирт
- Эрнест Боргнайн — Коули Тримбл
- Ли Марвин — Гектор Дэвид
- Расселл Коллинз — мистер Гастингс
- Уолтер Сэнд — Сэм
- Гарри Харви — кондуктор в первом поезде (в титрах не указан)

## Награды и номинации
- 1955 — приз лучшему актеру Каннского кинофестиваля (Спенсер Трейси)
- 1956 — три номинации на премию «Оскар»: лучший режиссёр (Джон Стёрджес), лучший сценарий (Миллард Кауфман), лучший актёр (Спенсер Трейси)
- 1956 — две номинации на премию BAFTA: лучший фильм, премия ООН
- 1956 — номинация на премию Гильдии кинорежиссёров США за лучшую режиссуру — Художественный фильм (Джон Стёрджес)
- 1956 — номинация на премию Гильдии сценаристов США за лучшую американскую драму (Миллард Кауфман)